# Mick Rock
Mick Rock (Hammersmith, 21 novembre 1948 – Staten Island, 18 novembre 2021) è stato un fotografo britannico.
Spesso chiamato "l'uomo che ha fotografato gli anni settanta", ha fotografato rockstar come Queen, T. Rex, Syd Barrett, Lou Reed, Iggy Pop e The Stooges, Sex Pistols, Ozzy Osbourne, Ramones, Joan Jett, Talking Heads, Roxy Music, Thin Lizzy, Geordie, Mötley Crüe e Blondie. Inoltre, in qualità di fotografo ufficiale di Bowie, ha scattato la maggior parte delle foto più famose nei panni di Ziggy Stardust.

## Biografia

### Primi anni di vita
Secondo la maggior parte delle fonti, Michael David Rock è nato nel 1948 nel borgo londinese di Hammersmith, figlio di David e Joan Rock, anche se in un'intervista del 2017 ha affermato che il suo nome di nascita era Michael Edward Chester Smith e che era nato da relazione di sua madre con un aviatore americano.
Ha studiato alla Emanuele di Londra e al Gonville and Caius College di Cambridge, laureandosi in Lingue medievali e moderne. Mentre era a Cambridge, ha sviluppato un interesse per la poesia romantica del XIX secolo, soprattutto per le opere di Rimbaud, Baudelaire, Shelley e Byron. Sempre nello stesso periodo è apparso per la prima volta sui giornali dopo essere stato arrestato per possesso di marijuana.

### Carriera
Durante la sua permanenza a Cambridge, Rock ha iniziato a scattare foto della scena musicale rock locale, acquisendo alcuni amici e contatti lungo la strada (tra cui Syd Barrett e il fratello minore di Mick Jagger).
Oltre al suo lavoro con Bowie, che incontrò all'inizio del 1972, Rock creò anche le copertine degli album per The Madcap Laughs di Barrett, Lonesome, On'ry and Mean di Waylon Jennings, Transformer e Coney Island Baby di Lou Reed, Raw Power degli Stooges, Queen II e Sheer Heart Attack dei Queen, Don't Be Folled by the Name di Geordie, End of the Century dei Ramones e I Love Rock 'n' Roll di Joan Jett.
È stato il fotografo principale dei film The Rocky Horror Picture Show, Hedwig - La diva con qualcosa in più e Shortbus. Ha anche prodotto e diretto i video musicali di John, I'm Only Dancing, The Jean Genie, Space Oddity e Life on Mars? di Bowie.
Nel 2001, quando Rock stava per pubblicare il suo libro Psychedelic Renegades, riuscì a convincere Syd Barrett ad autografare 320 copie in edizione speciale e questa è stata la prima attività promozionale di Barrett dopo il suo ritiro dalla musica nei primi anni '70.

### Televisione
Rock è stato l'ospite di On the Record with Mick Rock, una serie di documentari sul canale Ovation in cui Rock incontrava musicisti per un tour nella loro città natale, raccontando le persone, i luoghi e le istituzioni culturali che sono state parte integrante delle loro vite e carriere. Gli ospiti della prima stagione includevano Josh Groban, The Flaming Lips, Kings of Leon, Patti LaBelle e Mark Ronson.

## Vita privata
Rock si trasferì a New York a metà degli anni '70 e vi visse con la moglie e la figlia fino alla morte avvenuta il 18 novembre 2021, all'età di 72 anni.